# Zoolander 2
Zoolander 2 (també coneguda com a Zoolander No. 2) és una pel·lícula de comèdia d'acció nord-americana del 2016 dirigida per Ben Stiller i escrita per John Hamburg, Justin Theroux, Stiller i Nicholas Stoller. És la seqüela de la pel·lícula Zoolander del 2001. La majoria dels principals membres del repartiment de la pel·lícula anterior van repetir els seus papers, com Stiller, Owen Wilson, Christine Taylor, Will Ferrell, Milla Jovovich, Nathan Lee Graham, Theroux, Billy Zane, Tommy Hilfiger i Jerry Stiller en el seu darrer llargmetratge mentre Alexander Skarsgård també va tornar en un paper diferent. Els nous membres del repartiment inclouen Penélope Cruz, Kristen Wiig i Fred Armisen.
El rodatge va tenir lloc d'abril a juliol de 2015 a Roma. La pel·lícula va ser estrenada el 12 de febrer de 2016 per Paramount Pictures, amb crítiques majoritàriament negatives de la crítica i va ser un fracàs de taquilla, guanyant 56,7 milions de dòlars amb un pressupost de 50 a 55 milions de dòlars. Va ser dedicat a Drake Sather, que va cocrear el personatge Derek Zoolander i va ser l'escriptor de la primera pel·lícula, després de morir el març de 2004. Ha estat subtitulada al català.

## Repartiment
- Ben Stiller com a Derek Zoolander.[3]
- Owen Wilson com a Hansel McDonald.[3]
- Penélope Cruz com a Valentina Valencia.[4]
- Christine Taylor com a Matilda Jeffries-Zoolander.[5]
- Kristen Wiig com a Alexanya Atoz.[6]
- Will Ferrell com a Jacobim Mugatu.[7]
- Milla Jovovich com a Katinka Ingabogovinanana.
- Cyrus Arnold com a Derek Jr.[8]
- Billy Zane com a ell mateix.[9]

## Producció
El desembre de 2008, Stiller va confirmar que volia fer una seqüela de Zoolander, va afirmar: "He estat tractant d'aconseguir fer Zoolander 2 i he tingut uns quants guions que sento que serà la seqüela que realment m'agradaria fer algun dia perquè m'agrada l'original i m'asseguraré que és una cosa nova i digna de com aquella primera vegada." En ser entrevistat el 15 de maig de 2009 en un episodi de Friday Night with Jonathan Ross. Al febrer de 2010, Justin Theroux, que també va coescriure Tropic Thunder amb Stiller, va ser contractat per escriure i dirigir la seqüela. Al mes següent, Stiller va confirmar que estava coescrivint el guió: "Estem en el procés d'obtenció d'un guió escrit, que està en les primeres etapes. Però sí que succeirà." En algun punt no especificat, Stiller es va fer càrrec de la direcció.